# Дженкинс, Чарльз (баскетболист)
Чарльз Дженкинс (англ. Charles Jenkins; родился 28 февраля 1989 года в Бруклине, штат Нью-Йорк) — американский и сербский профессиональный баскетболист, играющий на позициях атакующего защитника и разыгрывающего защитника. Был выбран под 44-м номером на драфте НБА 2011 года командой «Голден Стэйт Уорриорз».

## Профессиональная карьера

### НБА
На драфте 2011 года Дженкинс был выбран командой «Голден Стэйт Уорриорз» под общим 44-м номером. Во время локаута НБА 2011 года Дженкинс подписал контракт с итальянским клубом «Терамо», игравшим в Серии А. Однако он не успел дебютировать за клуб, так как локаут в НБА закончился.
9 декабря 2011 года он официально подписал контракт с «Голден Стэйт Уорриорз». В свою очередь дебютировал он за «Уорриорз» 25 декабря 2011 года, в первом матче сезона для клуба, против «Лос-Анджелес Клипперс». 21 февраля 2013 года Дженкинс был продан в «Филадельфию Севенти Сиксерс» в обмен на выбор во 2-м раунде драфта.

### Европа
30 июля 2013 года Дженкинс подписал однолетний контракт с сербским клубом «Црвена звезда». В январе 2014 года он пролонгировал свой контракт с клубом ещё на один сезон. В сезоне 2014—2015 «Црвена звезда» выиграла Адриатическую Лигу, чемпионат Сербии по баскетболу и Кубок Сербии по баскетболу.
8 июля 2015 года Дженкинс подписал контракт с итальянским клубом «Олимпия Милан».

## Достижения
- Чемпион Адриатической Лиги (2015, 2017)
- Чемпион Сербии по баскетболу (2015)
- Обладатель Кубка Сербии (2014, 2015)

## Статистика

### Статистика в НБА
| Сезон                                                                                    | Команда      | Регулярный сезон | Регулярный сезон | Регулярный сезон | Регулярный сезон | Регулярный сезон | Регулярный сезон | Регулярный сезон | Регулярный сезон | Регулярный сезон | Регулярный сезон | Регулярный сезон | Серия плей-офф | Серия плей-офф | Серия плей-офф | Серия плей-офф | Серия плей-офф | Серия плей-офф | Серия плей-офф | Серия плей-офф | Серия плей-офф | Серия плей-офф | Серия плей-офф |
| Сезон                                                                                    | Команда      | GP               | GS               | MPG              | FG%              | 3P%              | FT%              | RPG              | APG              | SPG              | BPG              | PPG              | GP             | GS             | MPG            | FG%            | 3P%            | FT%            | RPG            | APG            | SPG            | BPG            | PPG            |
| ---------------------------------------------------------------------------------------- | ------------ | ---------------- | ---------------- | ---------------- | ---------------- | ---------------- | ---------------- | ---------------- | ---------------- | ---------------- | ---------------- | ---------------- | -------------- | -------------- | -------------- | -------------- | -------------- | -------------- | -------------- | -------------- | -------------- | -------------- | -------------- |
| 2011/12                                                                                  | Голден Стэйт | 51               | 28               | 17,5             | 44,7             | 15,0             | 87,2             | 1,3              | 3,3              | 0,6              | 0,1              | 5,8              | Не участвовал  | Не участвовал  | Не участвовал  | Не участвовал  | Не участвовал  | Не участвовал  | Не участвовал  | Не участвовал  | Не участвовал  | Не участвовал  | Не участвовал  |
| 2012/13                                                                                  | Голден Стэйт | 47               | 0                | 6,2              | 42,2             | 50,0             | 55,6             | 0,4              | 0,6              | 0,2              | 0,0              | 1,7              | Не участвовал  | Не участвовал  | Не участвовал  | Не участвовал  | Не участвовал  | Не участвовал  | Не участвовал  | Не участвовал  | Не участвовал  | Не участвовал  | Не участвовал  |
| 2012/13                                                                                  | Филадельфия  | 12               | 1                | 12,5             | 36,8             | 0,0              | 50,0             | 0,9              | 1,3              | 0,5              | 0,1              | 2,5              | Не участвовал  | Не участвовал  | Не участвовал  | Не участвовал  | Не участвовал  | Не участвовал  | Не участвовал  | Не участвовал  | Не участвовал  | Не участвовал  | Не участвовал  |
|                                                                                          | Всего        | 110              | 29               | 12,1             | 43,4             | 18,2             | 75,4             | 0,9              | 1,9              | 0,4              | 0,1              | 3,7              | Не участвовал  | Не участвовал  | Не участвовал  | Не участвовал  | Не участвовал  | Не участвовал  | Не участвовал  | Не участвовал  | Не участвовал  | Не участвовал  | Не участвовал  |
| Наведите курсор мыши на аббревиатуры в заголовке таблицы, чтобы прочесть их расшифровку. |              |                  |                  |                  |                  |                  |                  |                  |                  |                  |                  |                  |                |                |                |                |                |                |                |                |                |                |                |

### Статистика в колледже
| Сезон                                                                                   | Команда | GP  | GS  | MPG  | FG%  | 3P%  | FT%  | RPG | APG | SPG | BPG | PPG  |  |
| --------------------------------------------------------------------------------------- | ------- | --- | --- | ---- | ---- | ---- | ---- | --- | --- | --- | --- | ---- |  |
| 2007/08                                                                                 | Хофстра | 29  | 29  | 34,6 | 47,1 | 32,8 | 78,0 | 4,6 | 2,1 | 1,7 | 0,5 | 15,0 |  |
| 2008/09                                                                                 | Хофстра | 32  | 32  | 35,1 | 40,4 | 31,3 | 82,1 | 4,8 | 4,3 | 1,4 | 0,5 | 19,7 |  |
| 2009/10                                                                                 | Хофстра | 34  | 34  | 36,3 | 44,3 | 40,9 | 80,5 | 4,5 | 3,9 | 1,8 | 0,6 | 20,7 |  |
| 2010/11                                                                                 | Хофстра | 33  | 33  | 37,3 | 51,7 | 42,0 | 82,4 | 3,3 | 4,8 | 1,7 | 0,6 | 22,6 |  |
|                                                                                         | Всего   | 128 | 128 | 35,9 | 45,6 | 38,2 | 81,1 | 4,3 | 3,8 | 1,7 | 0,6 | 19,6 |  |
| Наведите курсор мыши на аббревиатуры в заголовке таблицы, чтобы прочесть их расшифровку |         |     |     |      |      |      |      |     |     |     |     |      |  |

## Личная жизнь
У Дженкинса есть сербское гражданство со времён выступления за «Црвену звезду».